# Leigné-les-Bois
Leigné-les-Bois è un comune francese di 597 abitanti situato nel dipartimento della Vienne nella regione della Nuova Aquitania.

## Società

### Evoluzione demografica
Abitanti censiti